# Премія Жінка ІІІ тисячоліття 2010
5-та ювілейна церемонія вручення Всеукраїнської Премії «Жінка ІІІ тисячоліття» українським жінкам відбулася 16 жовтня 2010 року в залі Національної опери України у Києві.

## Номінації
Всеукраїнською премією «Жінка ІІІ тисячоліття» відзначили 40 жінок у трьох номінаціях: «Знакова постать», «Рейтинг» та «Перспектива».

### Рейтинг
Найбільше, 29 жінок, були відзначені у номінації «Рейтинг».
Серед них найбільш відомі:
- телеведуча і народна депутатка Ольга Герасим'юк,
- Генеральна консулка України в Санкт-Петербурзі Наталія Прокопович,
- заступниця Міністра культури України, професор, кандидат мистецтвознавства, народна артистка України Ольга Бенч
- президент Міжнародного благодійного фонду «Мистецька скарбниця» Тетяна Логуш

та багато інших.

### Знакова постать
У номінації «Знакова постать» були нагороджені три визначні жінки, як народна артистка України та Росії Лариса Кадочнікова, президент Академії спорту та Асоціації олімпійців НОК України, п'ятиразова чемпіонка світу Ніна Уманець та директор спеціального загальноосвітнього дитячого будинку «Малятко», народна вчителька України Лідія Литвиненко.

### Перспектива
Сім молодих, але вже відомих дівчат були номіновані премією «Перспектива»: співачки Міка Ньютон, Марієтта Вейс та інші.

## Особливості нагородження
Спеціальною нагородою «Знакова мама» відзначена Світлана Крутая, мати відомого композитора Ігоря Крутого.
Церемонію привітали вітальними листами Президент України Віктор Янукович та Київський міський голова Леонід Черновецький.
|  | «За п’ять років існування премії, ми нагородили понад 200 жінок, – розповіла президент Міжнародної громадської організації «Жінка ІІІ тисячоліття» Лідія Лісімова. – Але це дуже мало, якщо подумати, скільки жінок в Україні гідні відзнаки та вдячності за свої справи, за великі успіхи, яких вони досягли». |

## Ведучі
Традиційно церемонію нагородження вели народний артист України Олексій Богданович та заслужений артист України Євген Нищук.
Жінки отримували нагороди із рук: голови громадсько-політичного об'єднання «Український Форум» Володимира Семиноженка, народних депутатів України Максима Луцького, Миколи Катеринчука та Андрія Кожем'якіна, а також актора Володимира Горянського і заступника міністра України у справах сім'ї, молоді і спорту Сергія Глущенка.